# Scala di Rockwell

Scala di Rockwell

La prova di durezza Rockwell dei materiali si realizza con penetratori di forma conica (realizzati in diamante) o sferica (realizzati in carburo di tungsteno). Essa avviene secondo più stadi successivi di carico. La durezza è determinata in base alla deformazione elasto-plastica del materiale in esame.
Questo metodo fu messo a punto dagli statunitensi Hugh M. Rockwell (1890-1957, figlio dell'imprenditore e filantropo Albert F. Rockwell) e Stanley P. Rockwell (1886-1940, apparentemente non imparentato con Hugh nonostante avessero lo stesso cognome), e fu brevettato nel 1914.
La prova di durezza Rockwell è eseguita seguendo una procedura definita dalle normative di settore (UNI EN ISO, ASTM, OIML, ecc.). Principalmente la procedura consiste nel collocare il penetratore sulla superficie del pezzo di cui misurare la durezza, applicando una forza iniziale (precarico) da circa 100 N (massa di 10 kg) o di circa 30 N (massa di 3 kg) e quindi applicando una forza addizionale per un intervallo di tempo definito ((4±2) s per la norma ISO). Quando il penetratore raggiunge la penetrazione massima si rimuove la forza addizionale lasciando il precarico che agisce ancora sul pezzo. La misura della profondità raggiunta è correlata con la misura di durezza.

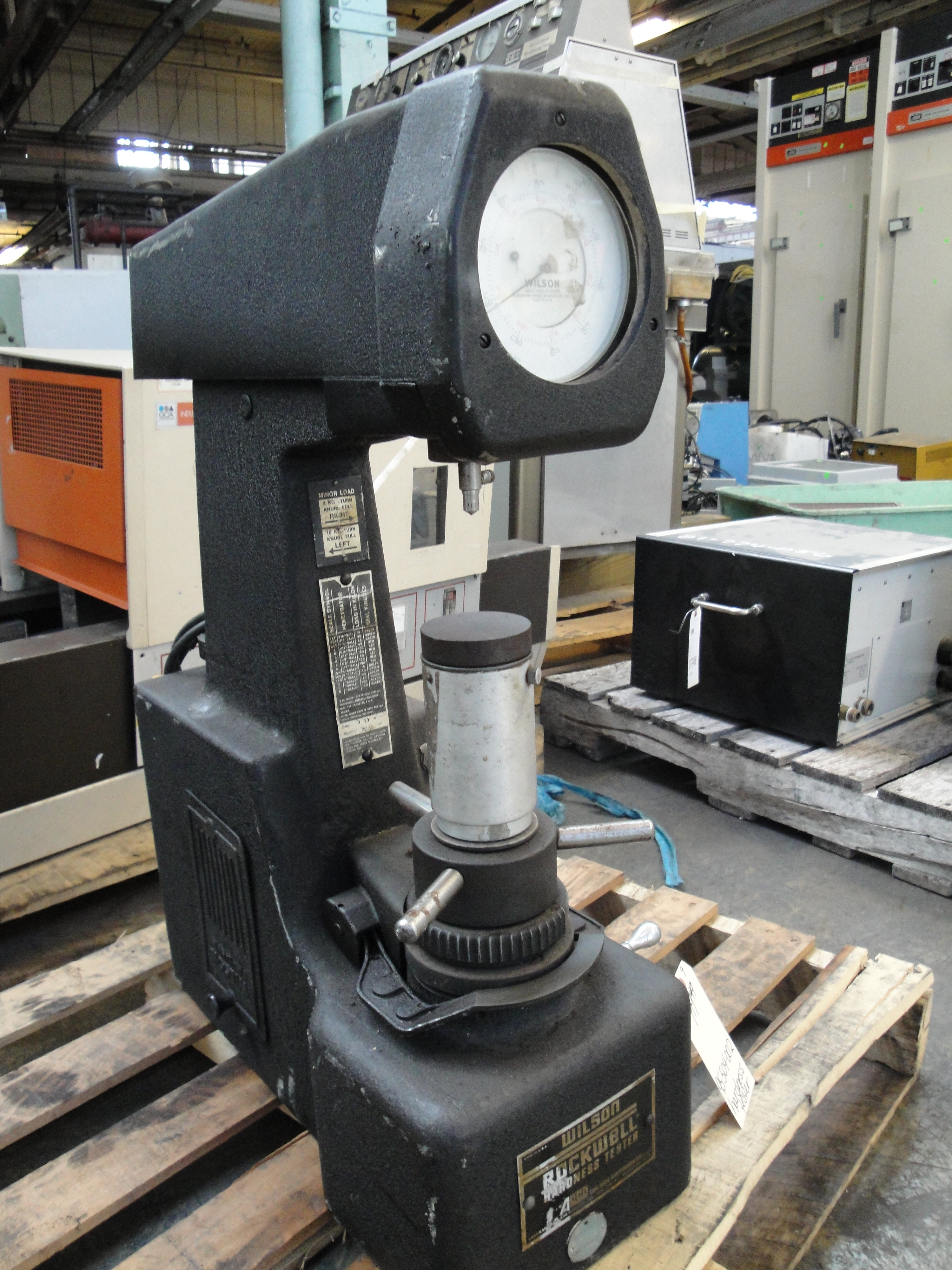
Apparecchiatura per la misurazione della durezza Rockwell

La misurazione può essere fatta con diversi metodi (scale), contrassegnati da diverse sigle in funzione della forma e del materiale del penetratore e delle forze di precarico e carico applicate. Le due scale maggiormente utilizzate sono:
- HRC    Il penetratore è un cono di diamante con un angolo di apertura pari a 120° e raggio di raccordo 0.2 mm. Questo metodo è usato di preferenza per materiali molto duri con valore di durezza Brinell HB>200.
- HRB    Il penetratore è una sfera di metallo duro (carburo di tungsteno) del diametro di 1/16" (1,59 mm); è utilizzata per materiali non eccessivamente duri, con valore di durezza Brinell HB<200.

L'unità di misura della grandezza durezza è il punto della scala utilizzata per la prova. Un risultato di misura di durezza si scriverà quindi correttamente indicando, dopo il valore numerico, l'unità di misura come sigla della scala utilizzata (es. 65 HRC).
Le sigle derivano dall'inglese Hardness Rockwell Cone e Hardness Rockwell Ball.

## Scale A, C e D
Il penetratore è un cono di diamante con angolo di apertura pari a 120°. Il carico iniziale utile è di 98,0664 N. Il carico aggiuntivo per la scala A è di 490,3325 N; 1472,931 N per la scala C e 882,5985 N per la scala D. 
Il procedimento maggiormente utilizzato è quello secondo la scala C (C = cone = cono).
Di uso comune anche il HRA per misurare materiali più sottili o sinterizzati.
{\displaystyle \mathrm {Durezza\ Rockwell} =100-{\frac {h}{0{,}002\,\mathrm {mm} }}}
dove h è la profondità di penetrazione residuale del penetratore in millimetri.

## Scale B, E – H e K
Queste scale sono adatte per materiali più dolci come acciai medio-duri o ottone. Come penetratore viene usato – in base all'ultima norma, dopo il 2006 – una sfera di metallo duro (W), mentre prima erano ammesse anche sfere di acciaio (S). Per questo motivo è stata ampliata anche la scala di durezza di 30 gradi. 
Per le scale B, F e G la sfera ha un diametro di 1,5875 mm; per le scale E, H e K 3,175 mm.
Il carico iniziale corrisponde sempre a 98,0665 N, mentre il carico aggiuntivo si articola come segue:
scala B ed E: 882,5985 N; scala F e H: 490,3325 N; scala G e K: 1472,931 N.
Più frequente è la scala B (B = ball = sfera).
{\displaystyle \mathrm {Durezza\ Rockwell} =130-{\frac {h}{0{,}002\,\mathrm {mm} }}}

## Scale N e T
Per la scala N viene usato un penetratore diamante conico con angolo di apertura di 120°; per la scala T una sfera in metallo duro (W) con diametro 1,5875 mm.  
Comune ai due procedimenti è il carico iniziale di 29,41995 N e il fatto che vengono normati in tre diverse variazioni di carico, espresso attraverso un numero: 
15 sta per 117,6798 N;
30 sta per 264,77955 N
45 sta per 411,8793 N
L'abbreviazione sarà dunque ad es.: HR15N o HR45T. 
{\displaystyle \mathrm {Durezza\ Rockwell} =100-{\frac {h}{0{,}001\,\mathrm {mm} }}}